# Korîtne, Bilohirea
Korîtne (în ucraineană Коритне) este localitatea de reședință a comunei Korîtne din raionul Bilohirea, regiunea Hmelnîțkîi, Ucraina.

## Demografie
Componența lingvistică a localității Korîtne
     Ucraineană (99,52%)
     Alte limbi (0,48%)
Conform recensământului din 2001, majoritatea populației localității Korîtne era vorbitoare de ucraineană (99,52%), existând în minoritate și vorbitori de alte limbi.